# Cestrum daphnoides
Cestrum daphnoides là loài thực vật có hoa trong họ Cà. Loài này được Griseb. mô tả khoa học đầu tiên năm 1863.